# 天囷增九
天囷增九，即鲸鱼座85（85 Ceti），是一颗位于白羊座的恒星，它虽然以鲸鱼座命名，实际上却是在白羊座靠近鲸鱼座的边界处。距离地球约430光年，视星等为6.31。